# Alfa Romeo C41
Chronologie des modèles (2021)
Alfa Romeo C39 Alfa Romeo C42
L'Alfa Romeo C41 est la monoplace de Formule 1 conçue par l'écurie suisse Sauber et engagée sous la dénomination Alfa Romeo Racing Orlen dans le cadre de la saison 2021 du championnat du monde de Formule 1. Comme depuis 2019, la monoplace est confiée au Finlandais Kimi Raïkkönen et à l'Italien Antonio Giovinazzi. Le Polonais Robert Kubica est pilote de réserve.

## Création de la monoplace
Pour cette monoplace, Alfa Romeo Racing choisit la dénomination C41 au détriment de C40, celle-ci aurait dû en effet désigner la monoplace prévue pour répondre au changement de règlementation technique de 2021, qui a été reporté à 2022. Il s'agit aussi de mieux correspondre à l'année en cours.
L'Alfa Romeo C41, légère évolution de la C39 de 2020, est présentée le 22 février 2020 dans les rues de Varsovie en Pologne, dans le cadre d'un événement promotionnel organisé par Orlen, le commanditaire principal d'Alfa Romeo Racing et de Robert Kubica. La veille, le directeur de la communication d'Orlen orchestre une fuite en dévoilant la livrée de la C41 dans une vidéo publiée sur les réseaux sociaux rapidement retirée à la demande de l'écurie.

## Résultats en championnat du monde de Formule 1
| Saison | Écurie                  | Moteur                      | Pneus   | Pilotes            | Courses | Courses | Courses | Courses | Courses | Courses | Courses | Courses | Courses | Courses | Courses | Courses | Courses | Courses | Courses | Courses | Courses | Courses | Courses | Courses | Courses | Courses | Points inscrits | Classement |
| Saison | Écurie                  | Moteur                      | Pneus   | Pilotes            | 1       | 2       | 3       | 4       | 5       | 6       | 7       | 8       | 9       | 10      | 11      | 12      | 13      | 14      | 15      | 16      | 17      | 18      | 19      | 20      | 21      | 22      | Points inscrits | Classement |
| ------ | ----------------------- | --------------------------- | ------- | ------------------ | ------- | ------- | ------- | ------- | ------- | ------- | ------- | ------- | ------- | ------- | ------- | ------- | ------- | ------- | ------- | ------- | ------- | ------- | ------- | ------- | ------- | ------- | --------------- | ---------- |
| 2021   | Alfa Romeo Racing Orlen | Ferrari V6 turbo Tipo 065/6 | Pirelli |                    | BAH     | EMI     | POR     | ESP     | MON     | AZE     | FRA     | STY     | AUT     | GBR     | HON     | BEL     | P-B     | ITA     | RUS     | TUR     | USA     | MEX     | BRE     | QAT     | SAU     | ABU     | 13              | 9e         |
| 2021   | Alfa Romeo Racing Orlen | Ferrari V6 turbo Tipo 065/6 | Pirelli | Kimi Raïkkönen     | 11e     | 13e     | Abd.    | 12e     | 11e     | 10e     | 17e     | 11e     | 15e     | 15e     | 10e     | 18e     |         |         | 8e      | 12e     | 13e     | 8e      | 12e     | 14e     | 15e     | Abd.    | 13              | 9e         |
| 2021   | Alfa Romeo Racing Orlen | Ferrari V6 turbo Tipo 065/6 | Pirelli | Antonio Giovinazzi | 12e     | 14e     | 12e     | 15e     | 10e     | 11e     | 15e     | 15e     | 14e     | 13e     | 13e     | 13e     | 14e     | 13e     | 16e     | 11e     | 11e     | 11e     | 14e     | 15e     | 9e      | Abd.    | 13              | 9e         |
| 2021   | Alfa Romeo Racing Orlen | Ferrari V6 turbo Tipo 065/6 | Pirelli | Robert Kubica      |         |         |         |         |         |         |         |         |         |         |         |         | 15e     | 14e     |         |         |         |         |         |         |         |         | 13              | 9e         |

Légende : ici 
- *Le pilote n'a pas terminé la course mais est classé pour avoir parcouru 90% de la distance prévue.